# Трагедія Янової долини
Трагедія Янової долини (пол. Zbrodnia w Janowej Dolinie) — одне з перших масових вбивств поляків на початковому етапі Волинської трагедії, здійснене 21—23 квітня 1943 року в селі Янова (нині с. Базальтове) долина генеральної округи Волинь-Поділля Райхскомісаріату Україна відділами 1-ї групи УПА І. Литвинчука («Дубового»).

## Передісторія
У 1930-х роках містечко було обладнане світлом, каналізацією, водогоном. Його будували за спеціальним планом промислового населеного пункту (як Гдиню). Будинки у північній частині будували з базальту, інші стіни були дерев’яними. У містечку виходив власний часопис, були локальні гроші, побудували дитячий садок, школу, відділ поліції (постерунок), планували збудувати костел.
У 1939 році тут проживало близько 4000 мешканців, приблизно 2500 з них працювало на копальнях. З усіх мешканців абсолютну більшість — 80% становили поляки, разом з ними проживали росіяни, українці та чехи. Польські дослідники Владислав і Ева Семашки оцінюють населення селища у квітні 1943 року в 3000 осіб.
Під час радянської влади, деякі жителі зазнали репресій. З приходом німецьких військ ситуація не змінилася. Тих, хто залишився, підозрювали в комунізмі і симпатіях радянській владі.
Бійці УПА потребували вибухових матеріалів, тому на нараді військової округи «Заграва» було прийнято рішення про здобуття амоніту саме в укріпленому польсько-німецькому районі Янова Долина. За версією Р. Петренка (псевдонім «Омелько»), командир І. Литвинчук дав наказ своїм підлеглим добути у Яновій Долині амоніт шляхом обміну. Українським повстанцям вдалося домовитись із двома охоронцями з кар’єру № 2 про те, що необхідну вибухівку вимінюють на тютюн та горілку. Згодом литовці, які охороняли кар'єр, мали перейти в один з підрозділів УПА, який знаходився під с. Трубиці. Але за декілька днів одного з тих вартових, підстаршину, знайшли з простреленою головою. Другий злякався діяти самостійно. Перемовини про обмін амоніту з комендантом відділу литовців ні до чого не привели. Після цієї невдалої спроби здобути вибухівку «мирним» шляхом «Дубовий» вирішив організувати збройну акцію на Янову Долину, щоб таки здобути потрібний повстанцям амоніт.

## Перебіг подій
Зламавши двері, українські повстанці винесли амоніт, бікфордові шнури та детонатори. Вже на світанку прибули чотири фури, на яких вибухівку вивезли у напрямку Корчина. Де у лісі було тимчасово переховано вибухові матеріали. Тим часом вже палали головні адміністративні будинки та каменедробильна фабрика. Найзапекліший бій тривав біля «Блоку», який ніяк не вдавалося підпалити. «Зрозумівши безперспективність опору, фашисти разом з литовцями відступили, фактично, зрадивши поляків та кинувши їх сам на сам з бійцями УПА». Оточені в «Блоці» поляки, не здавалися доти, доки повстанцям не вдалося направити на нього напівпорожню палаючу цистерну з паливно-мастильним матеріалом, яка стояла неподалік, на підвищеній місцевості.

Здобуті вибухові матеріали паромом було доставлено у с. Звіздівку (Звіждже), на другу сторону р. Горинь, де вже починалась «упівська республіка» і куди «німці не потикалися». Перед початком акції повстанці підірвали два залізничні мости у напрямку м. Костопіль, щоб унеможливити допомогу звідти німецького гарнізону та польської поліції, крім того, було перерізано телефонні дроти. Після докладної розвідки вночі 21 квітня 1943 року, почався масований наступ УПА одночасно з трьох сторін. Його очолив командир «Дубовий» разом зі своїм заступником «Бористеном». Сотня Гострого розпочала бій, щоб ліквідувати оборонний пункт німців і поляків у будинку-бункері (у «Блоці»), сотня Наливайка відповідала за знищення важливих об’єктів у кар’єрах: комбінату для дріблення і сортування каміння, електростанції, головних адміністративних будинків.

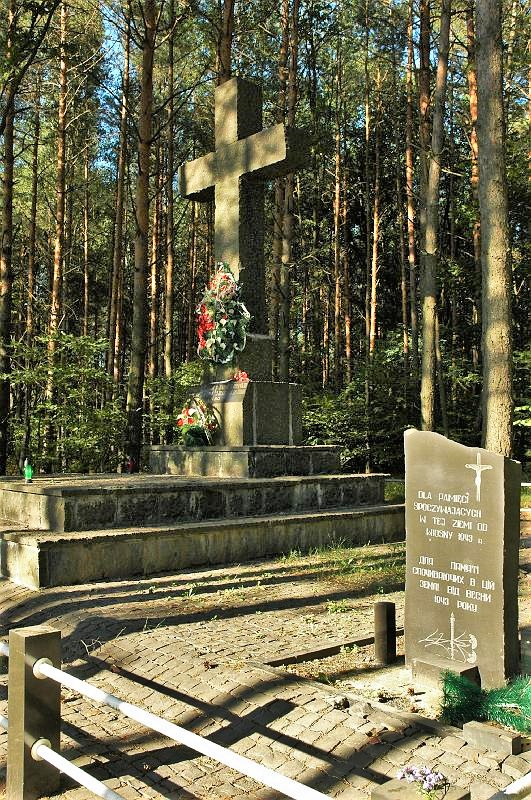
Монумент пам'яті польських громадян Янової Долини, вбитих українськими вояками УПА 22-23 квітня 1943 року

Напад відбувся вночі (за українськими даними — в ніч з 21 на 22 квітня, за польскими — з 22 на 23 квітня) близько першої години. Були спалені дерев'яні будівлі. Збройної самооборони в селі не створили, остерігаючись, що німці знайдуть зброю.
Внаслідок акції загинуло від 500 до 800 осіб, включаючи поліцейських та мирних жителів. Багато хто був згорів живцем. Частина була вбита сокирами, частина ножами (за спогадами колишніх жителів). Згоріло близько 100 будинків та дерев'яна каплиця Христа Спасителя збудована 1936 року. У звіті УШПР голові КП(б)У М. С. Хрущову вказано цифру в 600 загиблих. Втрати УПА (за власними підрахунками) склали 4 убитих та 3 поранених. Вцілілі жителі Янової Долини згодом були вивезені німцями до Костополя.

## Значення бою
З точки зору українських істориків, «підрозділи УПА тримали нацистські тили в постійному напруженні, всяко перешкоджаючи встановленню влади Третього Рейху на окупованих українських землях».

Втім, існують свідчення того, що значущість боїв УПА з німцями була дещо перебільшена. Так, зведене службове донесення начальника поліції безпеки і СД від 30 червня 1943 повідомляло, що з середини року з боку українських повстанців «нападу на німецькі підрозділи були рідкістю, взагалі не було жодного випадку каліцтв службовців німецької поліції і військовослужбовців вермахту». Польські історики також відзначають активність УПА стосовно польської допоміжної поліції, але не згадують про які-небудь значні боєзіткнення з німцями.

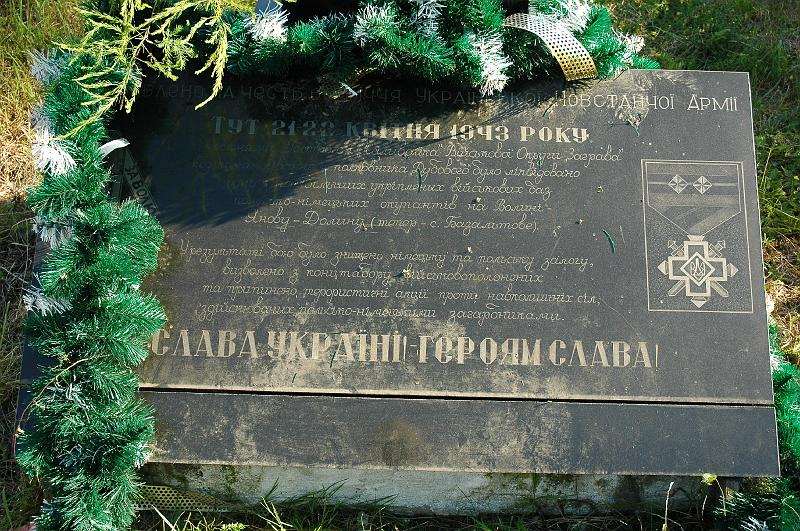
Пам'ятник УПА у Базальтові (колишній Яновій Долині)

## Повоєнні події
Неподалік від знищеного польського поселення після війни виросло село Базальтове. У 1990-х роках польські громадські організації встановили пам'ятник з встановленими іменами частини загиблих на місці трагедії. У 1998 році, під час відкриття пам'ятника, 50 активістів «Народного руху України» влаштували акцію протесту, тримаючи транспаранти з написами «Геть польські поліціянти», «Геть СС-івські прислужники».
У селі є пам'ятник учасникам, за даними Гжегожа Мотики, «бойової акції» УПА. Згідно з написом на ньому, загін групи «Заграва», яким керував полковник Дубовий, ліквідував 21—22 квітня базу «польсько-німецьких окупантів Волині».